# Isantheopsis
Isantheopsis is een geslacht van zeeanemonen uit de familie van de Actiniidae.

## Soort
- Isantheopsis rosea (Studer, 1879)